# دانشکده دندانپزشکی زنجان
دانشکده دندانپزشکی دانشگاه علوم پزشکی زنجان یکی از دانشکده‌های دندانپزشکی ایران وابسته به دانشگاه علوم پزشکی زنجان در زنجان است.

## تاریخچه
دانشکده دندانپزشکی زنجان در سال ۱۳۹۲ بنیانگذاری شد. هم‌اکنون ریاست این دانشکده را مصطفی شیخی برعهده دارد.